# Rui Alberto Maggiolo Gouveia
Rui Alberto Maggiolo Gouveia († 7. Dezember 1975 in Portugiesisch-Timor) war ein Oberstleutnant der Forças Armadas Português em Timor und Kommandant der Policia de Segurança Publica (PSP) in Portugiesisch-Timor.
Vor seinen Dienst in Portugiesisch-Timor war Gouveia im Kampfeinsatz im Kolonialkrieg in Afrika.
Am 11. August 1975 versuchte die União Democrática Timorense (UDT), die Macht in der Kolonie an sich zu reißen, um eine Regierung der linksgerichteten FRETILIN zu verhindern. Gouveia wurde von den Putschisten zunächst verhaftet. Gouverneur Mário Lemos Pires drohte daraufhin der UDT mit dem Einsatz von Fallschirmjägern, doch am 12. August erklärte Gouveia über den Sender von Radio Dili, dass er seinen Dienst bei Polizei und Armee quittiere und sich seiner „wahren Liebe“, der UDT anschließe. Die Übertragung endete mit „Viva“-Rufen für die Partido Socialista, Portugal und Timor. Später soll man ihn gesehen haben, wie er in Dili eine Flagge der FRETILIN als Kriegstrophäe durch den Dreck zog, was zu großem Hass auf ihn von Seiten der FRETILIN-Anhänger führte. Die UDT verlor aber den Bürgerkrieg. Gouveia wurde am 21. August von der FRETILIN im Militärhauptquartier in Taibesi gefangen genommen. Nun entlud sich der Hass auf ihn. Bereits in der ersten Woche seiner Gefangenschaft wurde Gouveia ausgepeitscht, von weiteren Folterungen berichten Augenzeugen. Trotzdem blieb Gouveia bei seiner politischen Einstellung. Als Reporter des RTP ihn im Krankenhaus von Lahane besuchten, erklärte er, „nur die Partido Socialista und General Spinola kann Portugal retten“. Später erreichten über den Vatikan noch vier Briefe die Familie. Am 7. Dezember, dem Tag als die indonesische Armee mit der Landung in der Kolonialhauptstadt Dili begann, wurde Gouveia, zusammen mit 50 bis 60 anderen Gefangenen, von einem Hinrichtungskommando der FRETILIN an der Straße von Aileu nach Maubisse erschossen und in einem Massengrab beerdigt. Gouveia hatte sich hinknien müssen, betete noch einen Rosenkranz und sagte: „Ich sterbe für Timor, ich sterbe für meine Heimat und für meinen katholischen Glauben. Ihr könnt schießen.“ Erst 1994 übernahm die FRETILIN die Verantwortung für die Opfer. Zuvor hatte man behauptet, die Gefangenen seien beim Rückzug der FRETILIN vor den indonesischen Invasoren zurückgelassen worden. 2003 wurde sein Leichnam exhumiert und schließlich im portugiesischen Mação beigesetzt.
Die Bewertung für Gouveias Verhalten in Folge des Putsches der UDT ist unterschiedlich. Die Desertation war für die Streitkräfte ein peinlicher Vorfall. Kameraden von der Armee führten den Seitenwechsel Gouveias auf physische und psychische Erschöpfung zurück. Andere sehen in Gouveia einen Helden, der Timor nicht einer kommunistischen Bedrohung überlassen wollte. Portugals rechtskonservative Verteidigungsminister Paulo Portas hatte bei der Beisetzung Gouveias erklärt, er habe gegen die „Sowjetisierung Timors“ gekämpft. Ob diese wirklich existiert hat, ist zweifelhaft. Der indonesische Militärgeheimdienst BAKIN hatte mit der „Operasi Komodo“ Einfluss gerade auf Führer der UDT genommen und sie an eine Bedrohung durch eine kommunistische FRETILIN glauben lassen, um die Kolonie auf ihren Weg zur Unabhängigkeit zu destabilisieren und schließlich auf „Ruf der UDT“ (siehe Balibo-Deklaration) Osttimor zu annektieren. Gouveia gehörte aber nicht zu dieser Führungsebene der UDT. Zumindest öffentlich hatte er sich vor seiner Erklärung im Radio politisch nicht positioniert, auch wenn die Timoresen in der Administration weitgehend der UDT angehörten. Bei einem Vorfall am 10. Juni 1974 hatte Gouveia sich bereits FRETILIN-Sympathisanten entgegengestellt, die Dilis Bürgermeister César Mousinho aus dem Amt jagen wollten, und sie zur Aufgabe ihres Vorhabens bewegt. Mousinho war Vizepräsident der UDT. Gouveia selbst könnte geglaubt haben, ein demokratisches Timor zu verteidigen.